# Dawn Shadforth
Dawn Shadforth (Essex, 1973) è una regista e artista inglese nota per il suo lavoro come documentarista e, soprattutto, nel campo degli spot televisivi e dei videoclip musicali.

## Biografia
È riconoscibile per la forte impronta fashion, per la coreograficità delle messe in scena (che non sempre includono balletti, ma sempre movimenti studiati) e per i continui richiami all'estetica del glam rock.

## Filmografia

### Televisione
- The Friends Tale – documentario (1995)
- Frozen Music (1996)
- The Seven Year Glitch – documentario (1996)
- Stray (2006)
- Trust – serie TV, episodi 1x04-1x05 (2018)
- His Dark Materials - Queste oscure materie (His Dark Materials) – serie TV, episodio 1x03 (2019)
- Adult Material – serie TV, 4 episodi (2020)
- Mood – miniserie TV, 3 puntate (2022)
- I Hate Suzie – serie TV, 3 episodi (2022)
- Apples Never Fall – miniserie TV, 3 puntate (2024)

### Videoclip
La seguente lista rappresenta una selezione indicativa, ma non esaustiva.
- 1996 - Mantronix: Hush
- 1997 - Jimi Tenor: Outta Space
- 1998 - Beverley Knight: Rewind (Find a Way)
- 1998 - All Seeing I: Beat Goes On
- 1998 - Garbage: Special
- 1999 - Moloko: Sing It Back
- 1999 - Eternal: What'cha Gonna Do
- 1999 - Jamiroquai: King for a Day
- 1999 - Basement Jaxx: Red Alert[1]
- 2000 - Geri Halliwell: Bag It Up
- 2000 - Sugababes - Freak like Me
- 2000 - Kylie Minogue: Spinning Around
- 2001 - Zoot Woman: Living in a Magazine
- 2001 - Kylie Minogue: Can't Get You out of My Head
- 2001 - Jamiroquai: You Give Me Something
- 2001 - Backyard Dog: Baddest Ruffest
- 2001 - So Solid Crew: Ride Wid Us
- 2002 - The Streets: Weak Become Heroes
- 2002 - Kylie Minogue: In Your Eyes
- 2002 - Primal Scream: Miss Lucifer
- 2002 - Super Collider: It Won't Be Long
- 2002 - Miss Dynamite: Put Him Out[2]
- 2003 - Goldfrapp: Train
- 2003 - Zoot Woman: Grey Day
- 2003 - Peaches feat. Iggy Pop: Kick It
- 2003 - Primal Scream: Some Velvet Morning
- 2003 - Ashley Hamilton: Wimmin'
- 2004 - Björk: Who Is It
- 2004 - Kylie Minogue: Chocolate
- 2004 - Jentina: French Kisses
- 2005 - Goldfrapp: Ooh La La
- 2005 - Oasis: The Importance of Being Idle
- 2005 - Goldfrapp: Number 1
- 2005 - New Order: Jetstream
- 2006 - The Streets: Prangin' Out
- 2006 - Plan B: Mama
- 2007 - Kylie Minogue: 2 Hearts
- 2009 - Florence and the Machine - Drumming Song
- 2010 - Hurts: Wonderful Life
- 2011 - Florence and the Machine: Shake It Out
- 2012 - Emeli Sandé: My Kind of Love
- 2012 - Charli XCX: You're the One
- 2013 - Infinity Ink: Infinity
- 2013 - Chlöe Howl: No Strings (casting version)
- 2013 - Tinie Tempah feat. 2 Chainz: Trampoline
- 2014 - Nicole Scherzinger: Your Love
- 2014 - Kylie Minogue: Into the Blue
- 2014 - Selena Gomez: The Heart Wants What It Wants
- 2015 - Hurts: Lights
- 2015 - Hurts: Wings
- 2016 - Metronomy: Old Skool
- 2017 - The Moonlandingz feat. Rebecca Taylor: The Strangle of Anna

## Riconoscimenti
- 1999 – Cannes Awards: Best Newcomer
- 1999 – CADs: Best New Director
- 1999 – CADs: Best Editor (All Seeing I: Beat Goes On)
- 1999 – MVPA Awards: Best Newcomer (All Seeing I: Beat Goes On)
- 1999 – MTV Video Music Awards: Best Special Effects (Garbage: Special)
- 2000 – VH1 Music Awards: Visionary Video (Garbage: Special)
- 2002 – MTV Video Music Awards: Best Choreography (Kylie Minogue: Can't Get You out of My Head)
- 2002 – CADs: Best Video (Kylie Minogue: Can't Get You out of My Head)
- 2002 – CADs: Best Pop Video (Kylie Minogue: Can't Get You out of My Head)
- 2002 – CADs: Best Director
- 2005 – Festival International des Arts du Clip: Best Video (Oasis: The Importance of Being Idle)
- 2006 – NME Awards: Best Video (Oasis: The Importance of Being Idle)